# China Open 2013 - Qualificazioni singolare maschile
Le qualificazioni del singolare maschile del China Open 2013 sono state un torneo di tennis preliminare per accedere alla fase finale della manifestazione. I vincitori dell'ultimo turno sono entrati di diritto nel tabellone principale. In caso di ritiro di uno o più giocatori aventi diritto a questi sono subentrati i lucky loser, ossia i giocatori che hanno perso nell'ultimo turno ma che avevano una classifica più alta rispetto agli altri partecipanti che avevano comunque perso nel turno finale.

## Teste di serie
1. Lu Yen-hsun (qualificato)
2. Robin Haase (primo turno)
3. Roberto Bautista Agut (qualificato)
4. Daniel Gimeno Traver (primo turno)

1. Pablo Carreño Busta (primo turno)
2. Alex Bogomolov Jr. (ultimo turno)
3. Łukasz Kubot (primo turno)
4. Jack Sock (ultimo turno)

## Qualificati
1. Lu Yen-hsun
2. Somdev Devvarman

1. Roberto Bautista Agut
2. Santiago Giraldo

## Tabellone

### Legenda
| - Q = Qualificato - WC = Wild card - LL = Lucky loser | - ALT = Alternate - SE = Special Exempt - PR = Protected Ranking | - w/o = Walkover - r = Ritirato - d = Squalificato |

### Sezione 1
|  | Primo turno | Primo turno  | Primo turno | Primo turno | Primo turno |  |  | Ultimo turno | Ultimo turno | Ultimo turno | Ultimo turno | Ultimo turno |  |
|  |             |              |             |             |             |  |  |              |              |              |              |              |  |
|  | 1           | Lu Yen-hsun  | Lu Yen-hsun | 6           | 6           |  |  |              |              |              |              |              |  |
|  | WC          | Gong Maoxin  | Gong Maoxin | 4           | 2           |  |  | 1            | Lu Yen-hsun  | 7            | 3            | 6            |  |
|  |             | Marsel İlhan | 3           | 6           | 7           |  |  |              | Marsel İlhan | 64           | 6            | 1            |  |
|  | 7           | Łukasz Kubot | 6           | 3           | 64          |  |  |              |              |              |              |              |  |

### Sezione 2
|  | Primo turno | Primo turno         | Primo turno         | Primo turno | Primo turno |  |  | Ultimo turno     | Ultimo turno     | Ultimo turno | Ultimo turno | Ultimo turno |  |
|  |             |                     |                     |             |             |  |  |                  |                  |              |              |              |  |
|  | 2           | Robin Haase         | 6                   | 4           | 0           |  |  |                  |                  |              |              |              |  |
|  |             | Somdev Devvarman    | 2                   | 6           | 6           |  |  | Somdev Devvarman | Somdev Devvarman | 3            | 7            | 6            |  |
|  |             | Paolo Lorenzi       | Paolo Lorenzi       | 7           | 6           |  |  | Paolo Lorenzi    | Paolo Lorenzi    | 6            | 65           | 3            |  |
|  | 5           | Pablo Carreño Busta | Pablo Carreño Busta | 5           | 2           |  |  |                  |                  |              |              |              |  |

### Sezione 3
|  | Primo turno | Primo turno           | Primo turno           | Primo turno | Primo turno |  |  | Ultimo turno | Ultimo turno          | Ultimo turno | Ultimo turno | Ultimo turno |  |
|  |             |                       |                       |             |             |  |  |              |                       |              |              |              |  |
|  | 3           | Roberto Bautista Agut | Roberto Bautista Agut | 6           | 7           |  |  |              |                       |              |              |              |  |
|  | WC          | Ouyang Bowen          | Ouyang Bowen          | 1           | 5           |  |  | 3            | Roberto Bautista Agut | 4            | 6            | 6            |  |
|  |             | Rik De Voest          | 2                     | 4           | r           |  |  | 8            | Jack Sock             | 6            | 2            | 1            |  |
|  | 8           | Jack Sock             | 6                     | 5           |             |  |  |              |                       |              |              |              |  |

### Sezione 4
|  | Primo turno | Primo turno          | Primo turno          | Primo turno | Primo turno |  |  | Ultimo turno | Ultimo turno       | Ultimo turno       | Ultimo turno | Ultimo turno |  |
|  |             |                      |                      |             |             |  |  |              |                    |                    |              |              |  |
|  | 4           | Daniel Gimeno Traver | Daniel Gimeno Traver | 4           | 2           |  |  |              |                    |                    |              |              |  |
|  |             | Santiago Giraldo     | Santiago Giraldo     | 6           | 6           |  |  |              | Santiago Giraldo   | Santiago Giraldo   | 6            | 6            |  |
|  | WC          | Li Zhe               | Li Zhe               | 1           | 2           |  |  | 6            | Alex Bogomolov Jr. | Alex Bogomolov Jr. | 4            | 4            |  |
|  | 6           | Alex Bogomolov Jr.   | Alex Bogomolov Jr.   | 6           | 6           |  |  |              |                    |                    |              |              |  |